# 克拉斯諾耶湖
克拉斯諾耶湖是俄羅斯遠東聯邦管區東北部的淡水湖，位於楚科奇自治區內阿納德爾河下游地區，長35公里、闊15公里，面積458平方公里，最大深度4米，東岸地勢陡峭，北岸和南岸地勢平坦。